# Station Emdrup
Station Emdrup is een S-tog-station in Kopenhagen, Denemarken.

## Geschiedenis
Op 20 april 1906 werd de particuliere spoorlijn Kopenhagen-Slangerup geopend met onder meer een station bij Emdrup. De lijn werd in 1929 gekocht door de gemeenten langs de lijn die op 1 april 1948 de lijn overdeden aan de DSB. Dit betekende dat het station op 31 maart 1948 werd gesloten voor reizigersverkeer en op 28 september 1974 werd ook het ook gesloten voor goederenverkeer. De lijn liep ten zuiden van Emdrup verder naar station Lygten, terwijl voor het goederenverkeer bij station Bispebjerg een verbindingsspoor lag naar de  ringlijn, moesten reizigers de straat oversteken tussen Lygten en Nørrebro om de reis voort te zetten.

## S tog
In 1971 werd besloten om de lijn bij Ryparken aan te sluiten op het S-tognet en kon de, al in 1961 goedgekeurde, elektrificatie van de lijn beginnen. In het kader van de ombouw tot S-bane werden iets ten zuiden van de oorspronkelijke stationslocatie twee perrons langs het spoor gebouwd voor de nieuwe halte Emdrup. Ten zuiden van Emdrup kwam een boog naar het oosten met een aansluitend viaduct over de Lersø Parkallé en de ringlijn naar een nieuw perron bij Ryparken.  Deze verbinding werd op 25 april 1976 door de dieseltreinen van de Hareskovbanen in gebruik genomen. Op 25 september 1977 was de elektrificatie van de lijn gereed en werd Emdrup heropend tegelijk met de start van het S-togverkeer op de lijn.   

## Ligging en inrichting
Het station ligt in een uitgraving tussen de Emdrupvej, de Banebrinken en de Tuborgvej, en heeft geen inhaalsporen of wissels. De zijperrons zijn elk aan beide perroneinden met vaste trappen verbonden met de straten die lijn met een brug kruisen. Aan de zuidkant zijn bovendien liften beschikbaar, daarnaast zijn er verharde hellingen beschikbaar voor fietsen en kinderwagens. Ieder perron heeft twee stukken die voorzien zijn van een afdak. 
De naamgevende woonwijk met eengezinswoningen en appartementsgebouwen ligt ten westen van het station. In het zuidoosten staat een volkshogeschool en in het noordoosten ligt de grens met het district Dyssegård dat een eigen station heeft in het noorden van dat district.

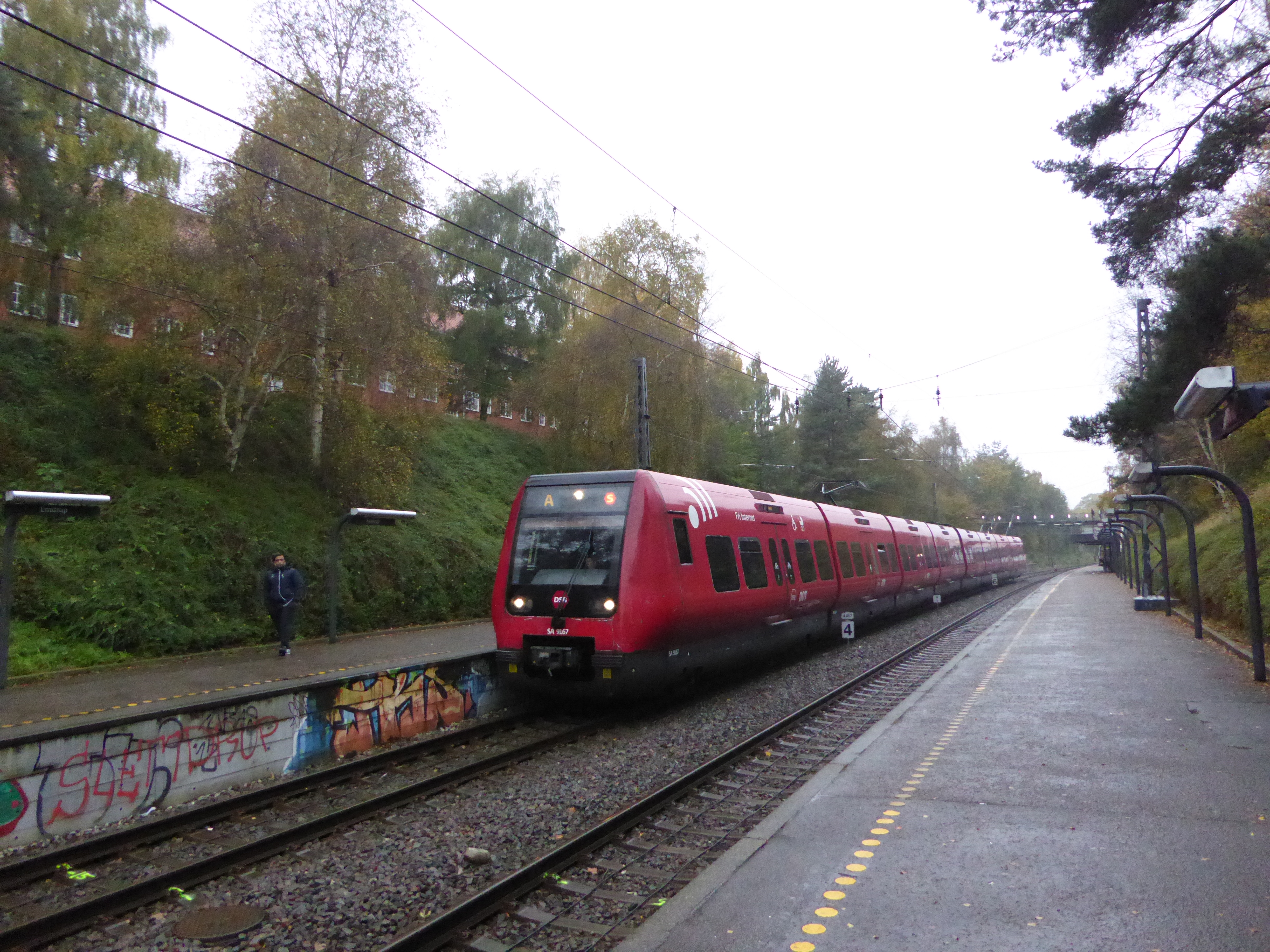
S-togstel reeks SA in het station.
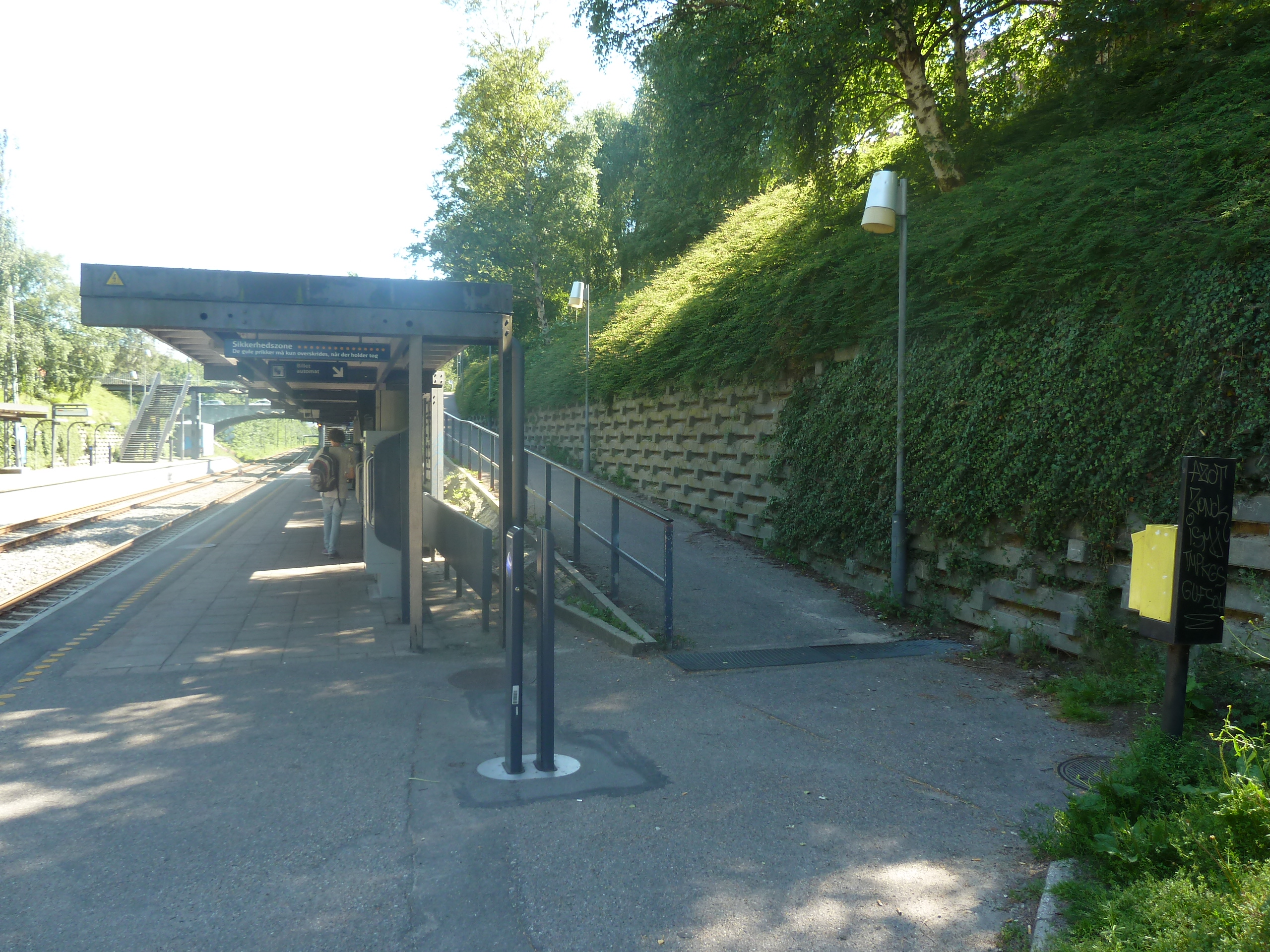
Afdak en helling bij het westelijke perron.
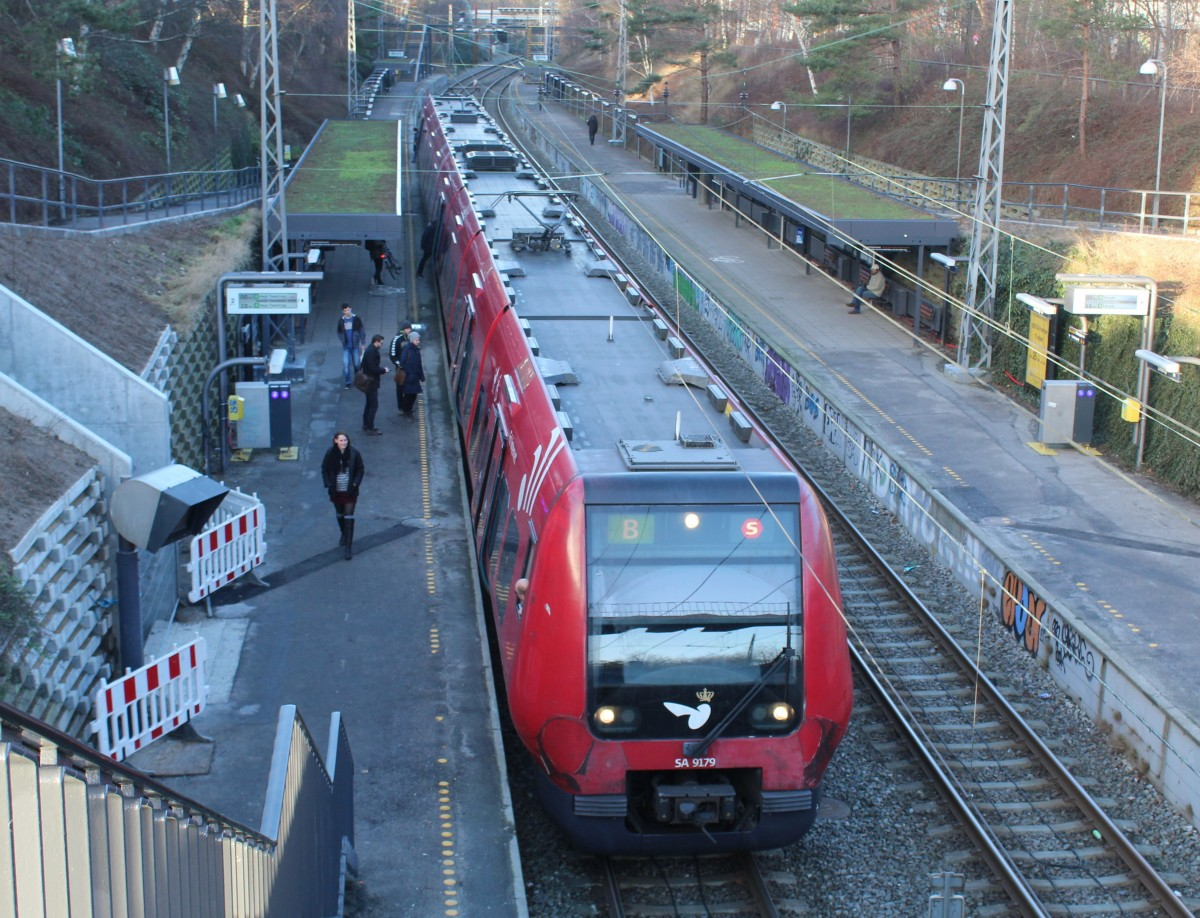
Het station gezien uit het zuiden.

Høje Taastrup · Taastrup · Albertslund · Glostrup · Brøndbyøster · Rødovre · Hvidovre · Danshøj · Valby · Carlsberg · Dybbølsbro · København H · Vesterport · Nørreport · Østerport · Nordhavn · Svanemøllen · Ryparken · Emdrup · Dyssegård · Vangede · Kildebakke · Buddinge · Stengården · Bagsværd · Skovbrynet · Hareskov · Værløse · Farum
Høje Taastrup · Taastrup · Albertslund · Glostrup · Danshøj · Valby · Carlsberg · Dybbølsbro · København H · Vesterport · Nørreport · Østerport · Svanemøllen · Ryparken · Emdrup · Dyssegård · Vangede · Kildebakke · Buddinge · Stengården · Bagsværd · Skovbrynet · Hareskov · Værløse · Farum